# Hendecourt-lès-Ransart
Hendecourt-lès-Ransart ist eine französische Gemeinde mit 142 Einwohnern (Stand 1. Januar 2022) im Département Pas-de-Calais in der Region Hauts-de-France. Sie gehört zum  Arrondissement Arras, zum Kanton Avesnes-le-Comte und zum Gemeindeverband Campagnes de l’Artois.

## Lage
Die Gemeinde Hendecourt-lès-Ransart liegt im Südosten des Artois, elf Kilometer südsüdwestlich von Arras. Nachbargemeinden von Hendecourt-lès-Ransart sind Ficheux im Nordosten, Boiry-Sainte-Rictrude im Südosten, Adinfer im Südwesten sowie Blairville im Nordwesten.

## Bevölkerungsentwicklung
| Jahr                       | 1962 | 1968 | 1975 | 1982 | 1990 | 1999 | 2006 | 2014 | 2022 |
| -------------------------- | ---- | ---- | ---- | ---- | ---- | ---- | ---- | ---- | ---- |
| Einwohner                  | 126  | 132  | 120  | 118  | 123  | 125  | 127  | 134  | 142  |
| Quellen: Cassini und INSEE |      |      |      |      |      |      |      |      |      |

## Sehenswürdigkeiten
- Kirche Notre-Dame
- Schloss

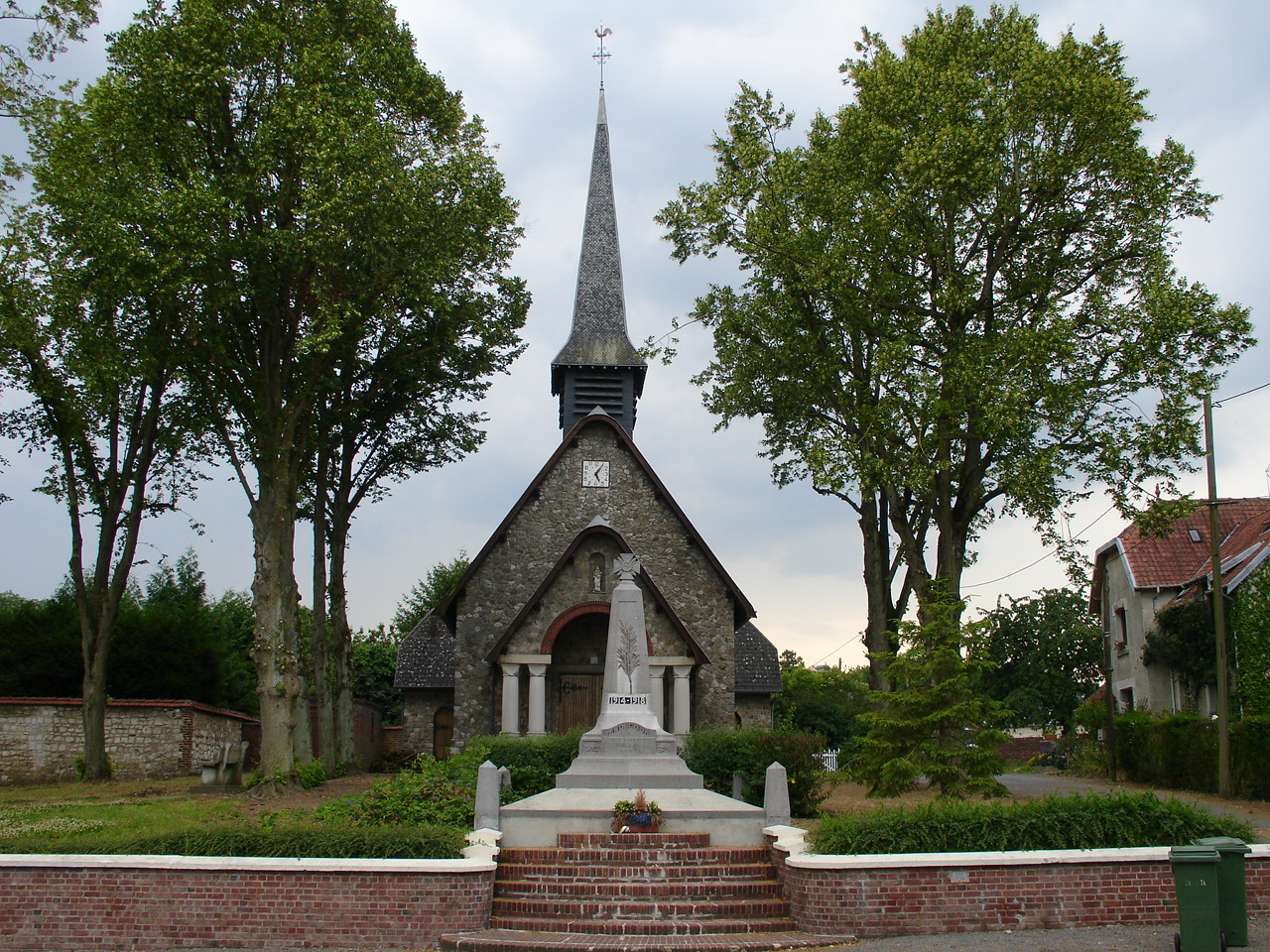
Kirche Notre-Dame und Gefallenendenkmal